# Томаш Францішек Замойський
Граф Томаш Францішек Замойський (нар. 28 липня 1832 — пом. 21 грудня 1889, Сан-Ремо) — польський шляхтич, 14-й ординат Замойської ординації. Його родовий титул графа було визнано Росією 1884 року.

## Життєпис
Народився 28 липня 1832 року у Клеменсові. Старший син графа Костянтина Замойського (1799–1866) та Анієли Сапєги (1801–1855), дочки литовського магната, князя Франтішека Сапєги. У січні 1866 року після смерті батька Томаш Франтішек Замойський успадкував від нього спадкову Замойську ординацію.
Обов'язки Томаша Замойського в управлінні ординацією Замостя включали підписання договорів з орендарями землі, створення поселень і ферм, управління лісом та інші подібні зобов'язання.
За даними Польського історичного музею, Томаш Замойський не був політично активним, але займався різними суспільними справами на благо своєї країни. Він був президентом різних компаній, включаючи Кредитне товариство Варшави та страхову компанію. Заснував Товариство страхування життя «Przezorność» і був віцепрезидентом правління Тереспільської залізниці.
Він також брав участь як засновник Музею промисловості та сільського господарства, став президентом перегонів, а також членом численних культурних та наукових товариств, таких як Садівниче товариство або Нумізматичне коло Варшавського товариства. Томаш Замойський також займався благодійністю, у тому числі за фінансової підтримки фонду Міановського.
1868 року Томаш Замойський побудував новий будинок за проєктом архітектора Юліана Анкевича для Сімейної бібліотеки Замойських, скорочено BOZ польською мовою і призначив поета Густава Еренберга бібліотекарем, а архіваріуса Леопольда Губерта повноважним представником.
1884 року Росія визнала за Томашем Франтішеком Замойським графський титул.
1889 року Томаш Францішек Замойський помер у віці 57 років в Сан-Ремо, Італія.

## Родина
16 вересня 1869 року граф Томаш Францішек Замойський одружився з Марією Потоцькою (24 червня 1851 — 12 грудня 1945), старшою дочкою графа Моріца Потоцького (1812–1879) та Людвіки Жозефіни Бобр-Пйотровицької (18).
У них було шестеро дітей:
- Наталія Марія Замойська (27 липня 1870 — 11 серпня 1944), з 1891 року дружина князя Стефана Любомирського (1862–1941).
- Маврицій Клеменс Замойський (30 липня 1871 — 12 травня 1939), 15-й ординат Замойський з 1889 року. 1924 року був призначений міністром закордонних справ Польщі[4]. З 1906 року одружений з княгинею Марією Розою Софією Сапєгою-Рожанською (1884–1969)
- Францішек Томаш Замойський (30 липня 1873 — 18 жовтня 1927), з 1927 року одружений з Феліцією Кох.
- Марія Замойська (9 травня 1877–1943), 1-й чоловік — граф Юліуш Потоцький (1867–1925), 2-й чоловік — Володимир Малавський
- Юзефа Замойська
- Юзеф Замойський (14 травня 1880 — 19 липня 1963), з 1904 року одружений з Марією Кружевською (1885–1961).

25 липня 1893 року Марія Потоцька, будучи вдовою, стала дружиною князя Костянтина Любомирського (1868–1934), від шлюбу з яким у неї не було дітей.